# Toussaint von Charpentier
Pour les articles homonymes, voir Charpentier (homonymie).
Toussaint von Charpentier est un  géologue et  entomologiste saxon, né le 22 novembre 1779 à Freiberg et mort le 4 mars 1847 à Brieg.

## Biographie
Il est le fils du géologue Johann Friedrich Wilhelm Toussaint von Charpentier (1738-1805) et frère de Johann von Charpentier (dit aussi Jean de Charpentier) (1786-1855), également géologue. Il étudie d’abord auprès de son père à l’Académie minière de Freiberg puis à l'université de Leipzig.
En 1802, il s’installe en Prusse où il devient inspecteur des mines à Breslau. En 1811, il prend la direction de l'inspection des mines à Breslau. En 1828, il est nommé à Dortmund puis inspecteur chef en 1830.
Charpentier est connu pour ses nombreuses publications sur les mines et la géologie mais également sur l’entomologie, son hobby. Il fait paraître en 1829 et 1830 les rééditions posthumes de Die europäischen Schmetterlinge et de Die ausländischen Schmetterlinge d’Eugen Johann Christoph Esper (1742-1810).

## Mariage
Il s'est marié le 2 juillet 1806 avec Charlotte Frédérike Amalie von Pfeil (de)

## Liste partielle des publications
- Kurze Beschreibung sämtlicher beim Amalgamierwerk Halsbrücke bei Freiberg vorkommenden Arbeiten, 1802
- Übersetzung von Rinmans Allgemeindem Bergwerkslexikon, 1808
- Darstellung der Höhe verschiedener Berge, Flüsse und Orte Schlesiens, 1812
- Über Gletscher, 1819
- Bemerkungen auf einer Reise von Breslau über Salzburg, Tirol und der südlichen Schweiz nach Rom, Neapel und Paestum, deux volumes, 1820
- Horae entomologicae, 1825
- Libellulinae europaeae, 1840
- Orthoptera descripta et depicta, dix parties, 1841-1843 (lire en ligne)